# 雅克列夫公司
雅科夫列夫實驗設計局股份有限公司（俄语：ОАО Опытно-конструкторское бюро им. А.С. Яковлева，羅馬轉寫：OAO Opytno-konstruktorskoe bjuro im. A.S. Jakovleva），是俄罗斯伊爾庫特集團旗下子公司，為俄國主要軍用航空器设计商之一。

## 概要
其前身為设计师亚历山大·谢尔盖耶维奇·雅科夫列夫於1934年创建的蘇聯「115号实验设计局」（OKB-115），或稱「雅科夫列夫设计局」；而其诞生實可追溯到1927年5月12日，由雅科夫列夫负责的GUAP轻型飞机开发部研制的AIR-1飞机处女航之日。在第二次世界大战时期，雅科夫列夫设计局设计和制造了一系列著名的战斗机，以「雅科戰鬥機」聞名於世。
經國營至私有化，因僅負責設計業務，為打開輕航機市場，藉原先合作關係良好的俄國「薩拉托夫航空工廠」（Саратовский Авиационный Завод，САЗ）公司於1997年12月23日在美國奧勒岡州註冊成立「美國雅科夫列夫飛機有限責任公司」（Yakovlev Aircraft of USA, LLC）；但隨著2004年4月20日，雅科夫列夫公司被俄國伊爾庫特集團（Иркут）收購成為子公司，而淡出美國輕航機市場。
2006年2月，俄羅斯總統普京簽署行政命令成立聯合航空製造公司，跟其母公司伊爾庫特與俄國其他主要航空、航天設計或製造公司納入旗下。
2024年6月10日，雅科夫列夫股份公司開發的 SJ-100 已開始認證飛行測試。

## 產品
- AIR-1
- AIR-2
- AIR-3
- AIR-4
- AIR-5
- AIR-6 （輕型通用機）
- AIR-17
- UT-1 （AIR-14） （1936 - 單座練習機）
- UT-2 （AIR-10， 雅克-20） （1935 - 雙座練習機）
- VVP-6 （試作垂直起降運輸機）
- Yak-1 （1940 - 二戰戰鬥機）
- Yak-2 （1940 - 二戰轟炸機）
- Yak-3 （1943 - 二戰戰鬥機，雅克-1的改良版）
- Yak-4 （1940 - 二戰轟炸機，雅克-2的改良版）
- Yak-5 （1944 - 二戰試作教練機， UT-2L的改良版）
- Yak-6 （1942 - 運輸機）
- Yak-7 （1942 - 二戰雙座練習機和單座戰鬥機，雅克-1的同型機）
- Yak-8 （1944 - 運輸機， 雅克-6的改良版）
- Yak-9 （1944 - 二戰戰鬥機， 雅克-7的改良版）
- Yak-10 （連絡機）
- Yak-11 （1948 - 教練機）
- Yak-12 （1947 - 連絡機，通用機）
- Yak-13 （雅克-10的改良版，只有原型機）
- Yak-14 （1948 - 軍用滑翔運輸機）
- Yak-15 （1946 - 蘇聯第一架成功的噴射戰鬥機）
- Yak-16 （1947 - 民用運輸機）
- Yak-17 （1947 - 戰鬥機）
- Yak-18 （1946 - 軍用雙座初級教練機）
- Yak-18T （1970s - 四座特技教練機）
- Yak-19 （1947 - 戰鬥機）
- Yak-20 （1949 - 教練機）
- Yak-23 （1947 - 戰鬥機）
- Yak-EG （1947 - 試作直昇機）
- Yak-24 （1952 - 運輸直昇機）
- Yak-25 （1947） （1947 - 試作戰鬥機）
- Yak-25 （1952 - 截擊機）
- Yak-25RV （1950s - 偵察機）
- Yak-26 （1956  - 戰術轟炸機）
- Yak-27 （1958 - 偵察機）
- Yak-28 （1958 - 多用途轟炸機）
- Yak-28P （1965-66 - 截擊機）
- Yak-28U （教練機）
- 雅克-30 （1948 - 截擊機）
- Yak-30 （1960 - 教練機）
- Yak-32 （1960 - 教練機）
- Yak-33 （1960s - 垂直起降戰鬥機，轟炸機，偵察機）
- Yak-36 （1963 - 垂直起降測試機）
- Yak-38 （1971 - 垂直起降艦載戰鬥機）
- Yak-40 （1968 - 商用客運機）
- Yak-41 （1975 - 雅克-141的早期名字）
- Yak-42 （1980 - 商用客運機）
- Yak-43 （1983 - 試作垂直起降戰鬥機）
- Yak-44 （1980s - 艦載空中預警機）
- Yak-45 （1970s - 試作戰鬥機）
- Yak-46 （1990s - 試作螺旋槳推動機）
- Yak-48 （1990s - 商業客機）
- Yak-50 （1949 - 試作戰鬥機）
- Yak-50 （1975 - 特技機）
- Yak-52 （1976 - 特技與軍用教練機）
- Yak-53 （1982 - 特技教練機）
- Yak-54 （1993 - 教練機）
- Yak-55 （1982 - 特技機）
- Yak-56 （1990 - 雅克-55M雙座型）
- Yak-58 （1994 - 輕型運輸機）
- Yak-60 （1960s - 重型運輸直昇機）
- Yak-77 （1990s - 雙引擎商用客機）
- Yak-100 （1948 - 運輸直昇機）
- Yak-112 （1990s - 通用機）
- Yak-130 （1996 - 教練機）
- Yak-140 （1955 - 試作戰鬥機）
- Yak-141 （1975 - 世界上第一架超音速垂直起降戰鬥機）
- Yak-1000 （1951 -高速試作機）
- 蜜蜂偵察機 （1990s - 無人偵察機）
- 灣流 G200 （1995 - 商用噴射客機 退出競標）
- MS-21 （2010s - 雙引擎短、中程窄體噴射客機）

## 圖片

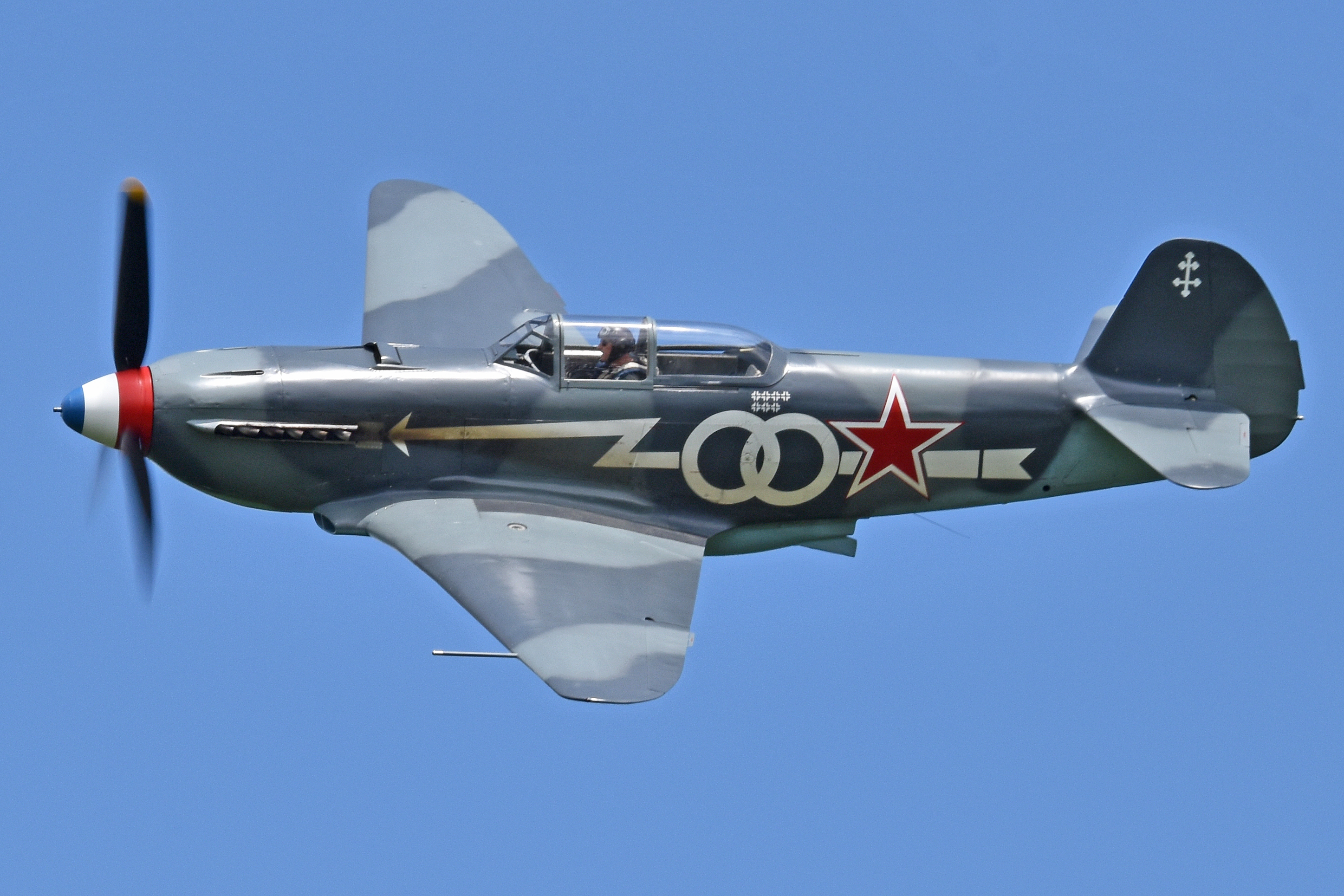
Yak-3
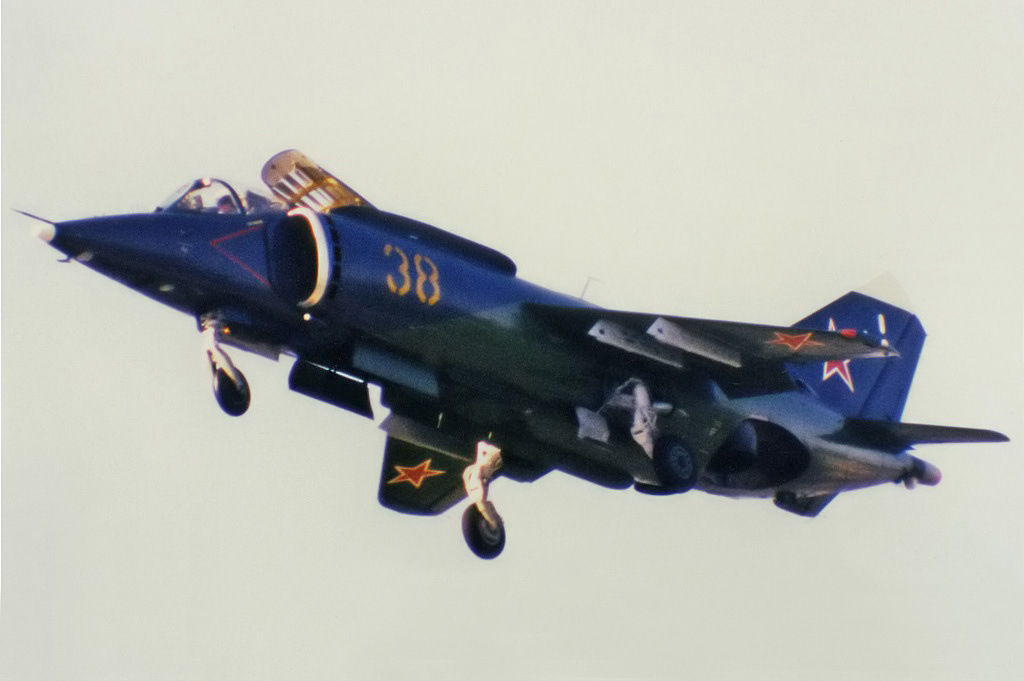
Yak-38
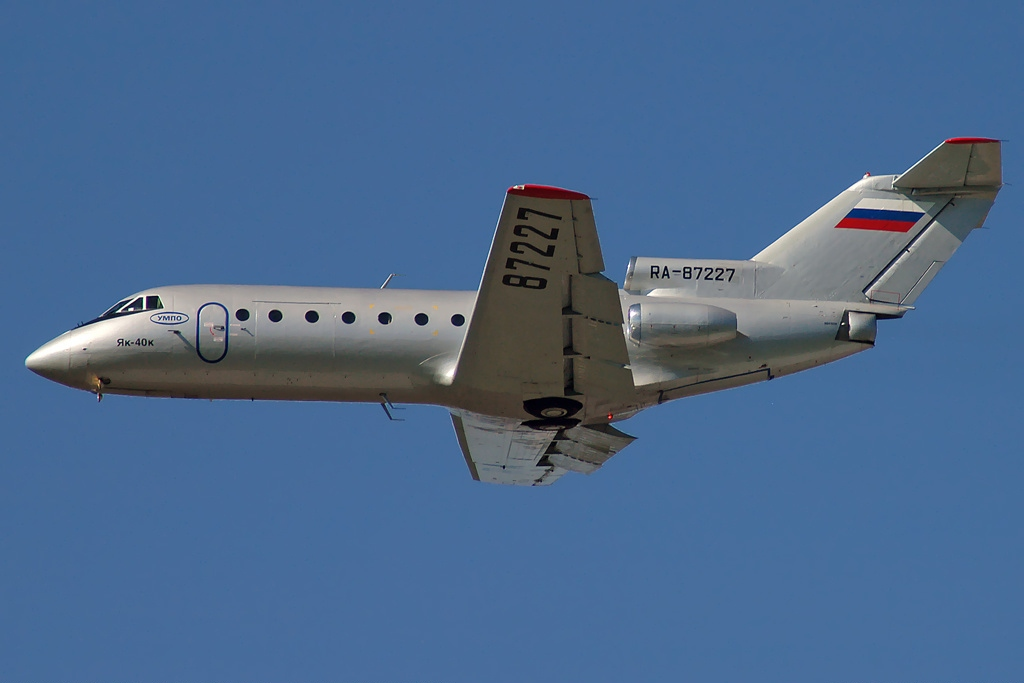
Yak-40
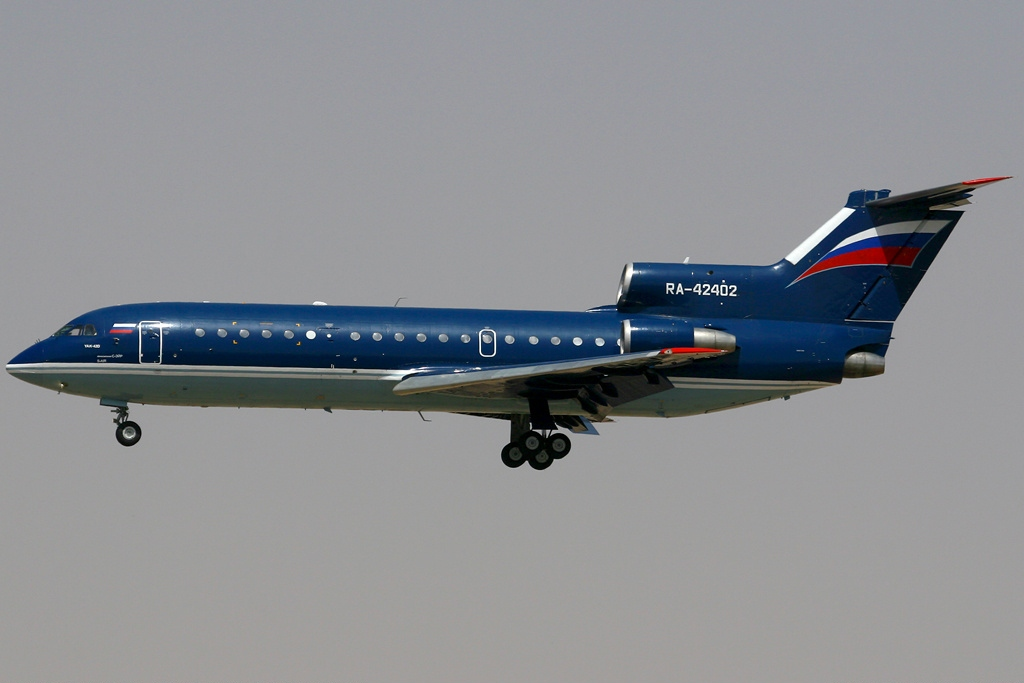
Yak-42
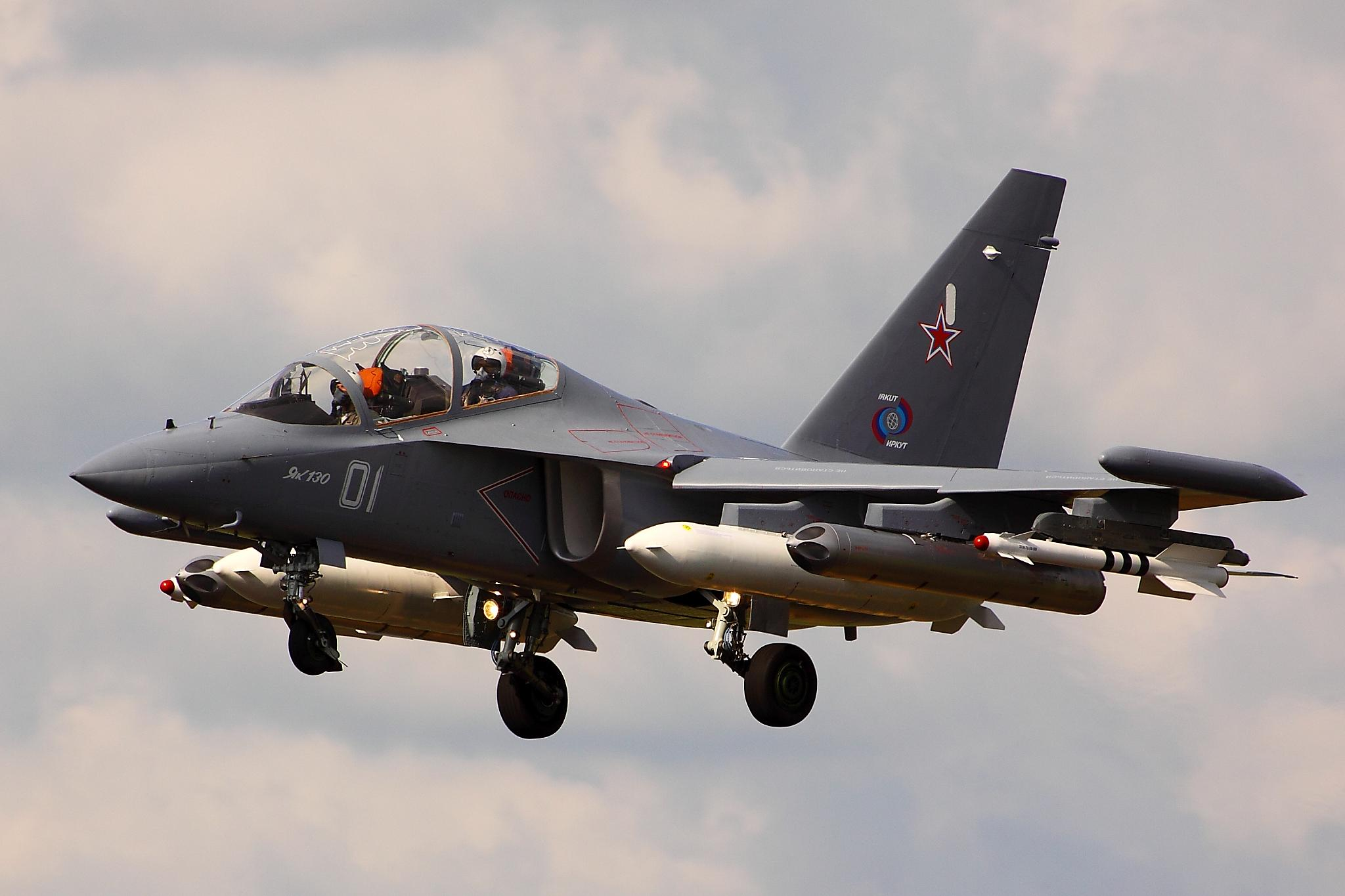
Yak-130

## 註腳
1. ↑  Irkut Corporation Completes Yakovlev Design Bureau Acquisition （页面存档备份，存于）. defense-aerospace.com, 2004-04-22 （英文）.
2. ↑  . （原始内容存档于2013-12-29） （英语）.
3. ↑  "Russian Aircraft Industry Seeks Revival Through Merger." （页面存档备份，存于）〔英文〕《紐約時報》，2006年2月22日。
4. ↑  . ВЗГЛЯД.РУ.   [2024-06-10]. （原始内容存档于2024-10-06） （俄语）.

## 外部連結
- http://www.yak.ru （页面存档备份，存于） click on ENG for English.

- Yakovlev Aircraft of USA[]